# Saison 2 de Wonder Woman
Chronologie
Saison 1 Saison 3
Cet article présente les vingt-deux épisodes de la deuxième saison de la série télévisée américaine Wonder Woman (The New Adventures of Wonder Woman).

## Synopsis
Wonder Woman, après des années de retrait à la fin de la seconde guerre mondiale, revient dans le monde des hommes combattre à nouveau le crime et l'injustice. Elle est désormais un agent spécial de l'I.A.D.C. (Inter-Agency Defense Command) aux côtés de Steve Trevor jr..

## Distribution

### Acteurs principaux
- Lynda Carter : Diana Prince / Wonder Woman
- Lyle Waggoner : Steve Trevor Jr.

### Acteurs récurrents
- Normann Burton : Joe Atkinson (Épisodes 1 à 8)
- Saundra Pearl Sharp : Eve (Épisodes 13, 15, 16, 19 et 20)

## Diffusion
- La seconde saison a été diffusée du 22 août 1987 au 1er novembre 1987 sur La Cinq.

## Épisodes

### Épisode 1:Le Retour de Wonder Woman
- États-Unis : 16 septembre 1977 sur CBS
- France : 22 août 1987 sur La Cinq

- Fritz Weaver (Docteur Solano)
- Jessica Walter (Gloria)
- Beatrice Straight (Reine Hippolyta)
- Bettye Ackerman (Asclepia)
- David Knapp (Major Gaines)
- Carlos Romero (Colonel Acevo)
- Dorrie Thomson (Evadne)
- Johana De Winter (Docteur Ross)

- La durée de l'épisode est de 73 minutes. Le développement de l'histoire impliquant de nombreuses explications pour le retour de l'héroïne fait que cet épisode est plus long que prévu.
- Le générique est toujours animé mais prenant place dans les années 70 avec Wonder Woman arborant un nouveau costume et Steve Trevor en tenue de cadre de l'I.A.D.C.

### Épisode 2:Anschluss 77
- États-Unis : 23 septembre 1977 sur CBS
- France : 23 août 1987 sur La Cinq

- Mel Ferrer (Gerlich)
- Leon Charles (Von Klemper)
- Barry Dennen (Hitler)
- Kurt Kreuger (Koenig)
- Julio Medina (Gaitan)
- Tom Ormeny (Rogel)
- Peter Nyberg (Strasser)

### Épisode 3:Vengeance nipponne
- États-Unis : 30 septembre 1977 sur CBS
- France : 29 août 1987 sur La Cinq

- Yuki Shimoda (Ishida)
- Lew Ayres (Docteur Theodore Wilson)
- James Hong (Oshima)
- J. Kenneth Campbell (Taft)
- Arthur Song (Masaaki)
- Steven Ken Suehiro (Ishida jeune)
- Peter Kwong (Masaaki)

### Épisode 4:L'Affaire du triangle des Bermudes
- États-Unis : 7 octobre 1977 sur CBS
- France : 30 août 1987 sur La Cinq

- Charles Cioffi (Raymond Manta)
- Beatrice Straight (Reine Hippolyta)
- Larry Golden (Lieutenant Mansfield)

- Un épisode qui utilise de nombreux stock-shots de films et séries dont une séquence de Voyage au fond des mers.
- Première apparition du costume de plongée de Wonder Woman.

### Épisode 5:La Taupe
- États-Unis : 14 octobre 1977 sur CBS
- France : 5 septembre 1987 sur La Cinq

- Jayne Kennedy (Carolyn)
- Burr DeBenning (Tom Baker)
- Arch Johnson (John Kelly)
- Frank Marth (L'homme grand)
- Ted Shackelford (Pete)
- Alex Colon (Angel Velasquez)
- Frank Parker (Lane Curran)
- K.C. Martel (Ted)

### Épisode 6:Hamelin, le joueur de fifre
- États-Unis : 21 octobre 1977 sur CBS
- France : 6 septembre 1987 sur La Cinq

- Martin Mull (Hamlin Rule)
- Denny Miller (Carl Schwartz)
- Eve Plumb (Elena Atkinson)
- Bob Hastings (Le gardien)
- George Cooper (Amos Hoffman)
- Melvin F. Allen (Lieutenant McMasters)

### Épisode 7:La Reine et le voleur
- États-Unis : 28 octobre 1977 sur CBS
- France : 12 septembre 1987 sur La Cinq

- Juliet Mills (Reine Kathryn)
- David Hedison (Evan Robley)
- John Colicos (Ambassadeur Orrick)

### Épisode 8:Le Mariage
- États-Unis : 11 novembre 1977 sur CBS
- France : 13 septembre 1987 sur La Cinq

- Celeste Holm (Dolly Tucker)
- Simon Scott (Sam Tucker)
- John Getz (Christian Harrison)
- Henry Darrow (David Allen)
- Kent Smith (Justice Brown)
- Brian Avery (Denny Lake)

### Épisode 9:L'homme qui faisait des volcans
- États-Unis : 18 novembre 1977 sur CBS
- France : 19 septembre 1987 sur La Cinq

- Roddy McDowall (Professeur Arthur Chapman)
- Roger Davis (Jack Corbin)
- Irene Tsu (Mei Ling)
- Richard Narita (Lin Wan)
- Milt Kogan (Kalanin)
- Ray Young (Tobirov)
- Philip Ahn (Colonel Minh)
- James R. Parks (Dave Pruett)

- Dernière apparition de Joe Atkinson dans la série.

- On apprend dans cet épisode que Steve Trevor est promu nouveau responsable de l'I.A.D.C..
- Le générique a changé, il n'est désormais plus animé mais avec une présentation plus classique avec Wonder Woman en action et en vignette les deux acteurs principaux.

### Épisode 10:Les Voleurs d'esprits - 1repartie
- États-Unis : 2 décembre 1977 sur CBS
- France : 20 septembre 1987 sur La Cinq

- Dack Rambo (Andros)
- Earl Boen (Chaka)
- Barbara O. Jones (Sell)
- Vincent Van Patten (Johnny)
- Kristin Larkin (Debbie)
- Anne Ramsey (Connie)
- Barry Cahill (Général Miller)
- Del Hinkley (George Hess)
- Allan Migicovsky (Docteur Rand)

### Épisode 11:Les Voleurs d'esprits - 2epartie
- États-Unis : 9 décembre 1977 sur CBS
- France : 26 septembre 1987 sur La Cinq

- Dack Rambo (Andros)
- Earl Boen (Chaka)
- Barbara O. Jones (Sell)
- Pamela Mason (Carla Burgess)
- Vincent Van Patten (Johnny)
- Lana Marie Henricks (Karen)
- Lori Ann Henricks (Kim)
- Kurt Lowens (Nordling)
- Regis Cordic (Professeur Eidleman)
- Allan Migicovsky (Docteur Rand)

### Épisode 12:Jeux mortels
- États-Unis : 30 décembre 1977 sur CBS
- France : 27 septembre 1987 sur La Cinq

- Frank Gorshin (Orlich Hoffman)
- James A. Watson Jr. (Docteur Prescott)
- John Rubinstein (Major Dexter)
- Donald Bishop (Docteur Royce Tobias)
- Ross Elliott (Docteur Lazaar)

### Épisode 13:Histoire de voleurs
- États-Unis : 6 janvier 1978 sur CBS
- France : 3 octobre 1987 sur La Cinq

- Christopher Stone (Ryan)
- Joseph R. Sicari (Leech)
- Bubba Smith (Rojak)
- Greg Morris (Anton Caribe)
- Gary Crosby (Grease)
- Títos Vandís (Sutton)
- Larry Ward (Adler)
- Judyann Elder (Marge)

- Première apparition d'Eve, l'assistante de Steve Trevor.
- Seconde apparition du costume de plongée de Wonder Woman.

### Épisode 14:Rêves olympiques
- États-Unis : 20 janvier 1978 sur CBS
- France : 4 octobre 1987 sur La Cinq

- Henry Gibson (Marion Mariposa)
- Robert Sampson (Bo Taggart)
- Melanie Chartoff (Nadia Samara)
- Rick Springfield (Tom)
- E.J. Peaker (Lois)
- Vaughn Armstrong (Eric)
- Roger Callard (Bill)

### Épisode 15:De l'or en plomb
- États-Unis : 3 février 1978 sur CBS
- France : 10 octobre 1987 sur La Cinq

- Richard Gautier (Cagliostro)
- Ed Begley Jr. (Arnold Farnum)
- J.A. Preston (Jazreel)
- Allen Williams (Hutchins)
- Aharon Ipalé (L'émir)
- Brenda Benet (Morgana)

- Morgana est une super vilaine, ennemie de Wonder Woman et créé par Mike Sekowsky en février 1970[1].
- Première apparition d'Arnold Farnum. Il reviendra dans la troisième saison.
- Seconde apparition d'Eve.

### Épisode 16:Un diamant pour Wonder Woman
- États-Unis : 10 février 1978 sur CBS
- France : 11 octobre 1987 sur La Cinq

- Joel Fabiani (Woodward Nightingale)
- Jennifer Darling (Violet Louise Tree)
- Lee Bergere (Marius)
- Charles Pierce (Starker / Finley)
- George Chakiris (Carlo Indrezzano)
- Arthur Batanides (Krug)
- Christopher Cary (Beamer)

- Troisième apparition d'Eve.

### Épisode 17:Le Maître des ordinateurs
- États-Unis : 17 février 1978 sur CBS
- France : 17 octobre 1987 sur La Cinq

- Ross Martin (Bernard Havitol)
- Lee Paul (en) (Dirk)
- W.T. Zacha (Dick)
- Tina Lenert (Cori)

### Épisode 18:Vol pour l'oubli
- États-Unis : 3 mars 1978 sur CBS
- France : 18 octobre 1987 sur La Cinq

- Michael Shannon (lieutenant Stonehouse)
- Corinne Camacho (Capitaine Anne Colby)
- Alan Fudge (Major Cornell)
- Mitch Vogel (Mitch)
- John Van Dreelen (Edmund Dante)

### Épisode 19:Séance de terreur
- États-Unis : 10 mars 1978 sur CBS
- France : 24 octobre 1987 sur La Cinq

- Rick Jason (Koslo)
- John Fujioka (en) (Yamura)
- Kres Mersky (Theodora)
- Todd Lookinland (Matthew)
- Adam Ageli (Bakru)
- John Birk (Eric)

- Quatrième apparition d'Eve.

### Épisode 20:Formule secrète
- États-Unis : 31 mars 1978 sur CBS
- France : 25 octobre 1987 sur La Cinq

- Jane Actman (Meg)
- Philip Michael Thomas (Furst)
- Michael Cole (Ted)
- Gary Burghoff (Alan)
- Tony Brubaker (Tom)
- Millie Slavin (B.W.)
- Joseph Ruskin (Dr Black)

- Cinquième et dernière apparition d'Eve.

### Épisode 21:La Petite Fille d'Ilandia
- États-Unis : 31 mars 1978 sur CBS
- France : 31 octobre 1987 sur La Cinq

- Harry Guardino (Simon Penrose)
- Julie Ann Haddock (Tina)
- Allan Arbus (Bleaker)
- Fred Lerner (Davis)
- Chuck Hicks (Thomson)
- Todd Hoffman (Bully)

### Épisode 22:Détournement de missile
- États-Unis : 21 avril 1978 sur CBS
- France : 1er novembre 1987 sur La Cinq

- James Luisi (George)
- Mark Withers (Luther)
- Warren Stevens (Beal)
- Steve Inwood (en) (Mac)
- Lucille Benson (Flo)
- Hal England (Hal Shaver)
- Sam Edwards (Ernie)
- Neil Elliot (William Ryan)